# Tian Tao
Pour les articles homonymes, voir Tian.
Tian Tao est un haltérophile chinois né le 8 avril 1994. Il a remporté la médaille d'argent de l'épreuve des moins de 85 kg aux Jeux olympiques d'été de 2016 à Rio de Janeiro.